# Jardin Public (Bordeaux)

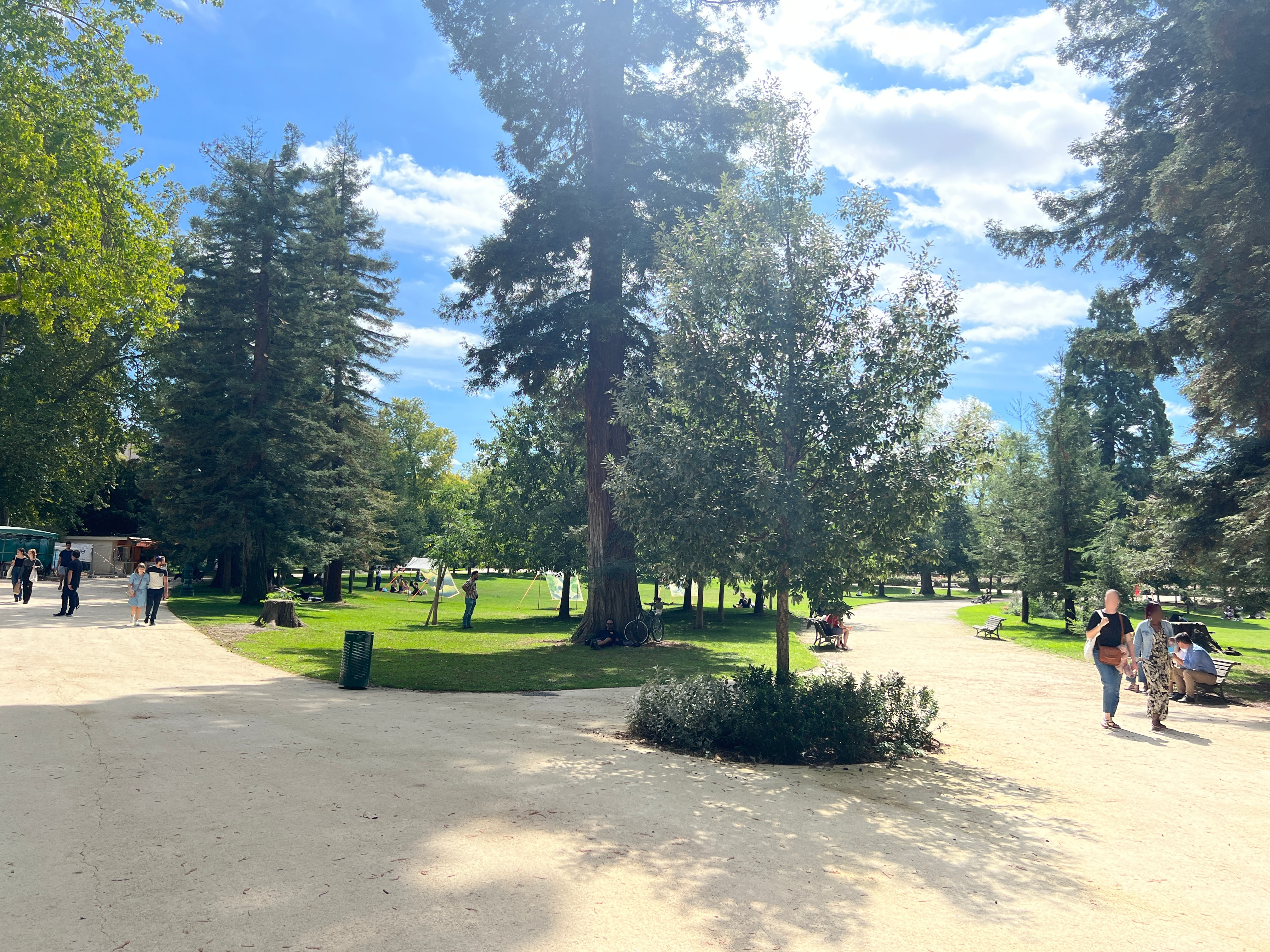
Jardin Public, September 2022

Der Jardin Public in Bordeaux ist eine 10,5 ha große öffentliche Parkanlage an dem Cours de Verdun in der nördlichen Innenstadt. Seit 1935 ist er als Monument historique klassifiziert.

## Geschichte

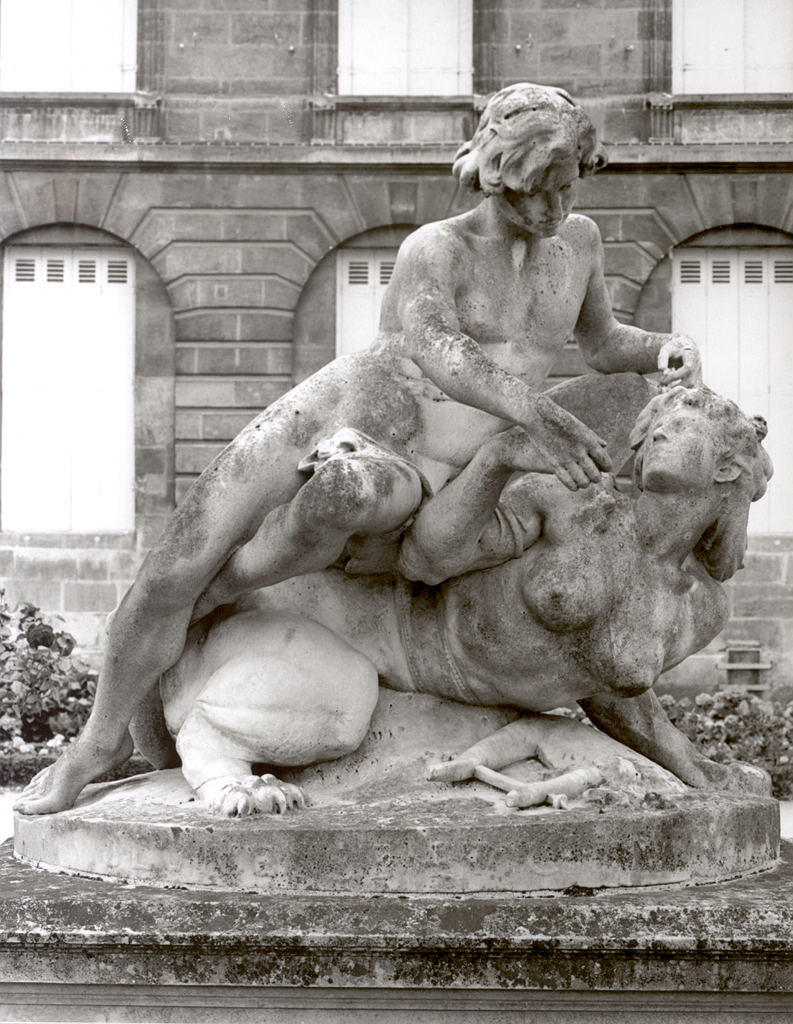
Granet Pierres Skulptur Jeunesse et chimère, 1892

Die Anlage geht auf die Initiative des Louis-Urbain-Aubert de Tourny zurück, der für eine Neugliederung der Stadt sorgte, indem er den Hafen und die Uferbefestigung ausbaute. Der heutige Jardin Public befand sich an der damaligen Stadtgrenze und war mit „schlechten Weinbergen und anderen Gärtnereien“ bepflanzt. Er war der Ansicht, eine Handelsstadt einer bestimmten Größe müsse einen öffentlichen Garten haben. Dieser „nütze in gewisser Weise wie eine zweite Börse, eine Abendbörse“. Mit Datum vom 23. August 1746 genehmigte der Stadtrat den Erwerb des Grundstücks und die Beauftragung des Gartenarchitekten Jacques-Ange Gabriel. Dieser gestaltete das Gelände in einen Französischen Garten um, mit schnurgeraden Alleen, einem geschwungenen Teich und Ulmen und Linden am Rand. Ringsum war er durch ein schmiedeeisernes Gitter umzäunt. Ein Teil des ursprünglichen Gitters ist zwischen der Rue Ducau und dem Place Longchamp sowie auf dem Place du Champ-de-Mars noch vorhanden.
Mit der Auflösung der Monarchie in Frankreich verwahrloste der Park mehr und mehr. Erst während des Zweiten Kaiserreichs keimte wieder Interesse an einem gepflegten und repräsentativen Garten auf. Bordeauxs Bürgermeister Antoine Gautier (im Amt 1849–1860) beauftragte dafür 1856 den Landschaftsarchitekten Louis-Bernard Fischer mit einer Neugestaltung im Englischen Stil. Charles Burguet, der sich in den Jahren 1850 bis 1879 auch für zahlreiche Neubauten der Stadt Bordeaux verantwortlich zeigte, wurde mit der Umsetzung beauftragt. Seit dieser Zeit schmücken zahlreiche Statuen die Esplanade de Burguet. Zu den Neuinstallationen gehört auch ein Gewächshaus. In dieses Herbarium zog 1858 der Botanische Garten. Bestandteil des Parks wurde auch das Hôtel de Lisleferme, ein Werk des Architekten Richard-François Bonfin (1730–1814). Es beherbergt heute das Naturhistorische Museum.
1970 wurde das Gitter zum Cours de Verdun wiederbeschafft, das nach Ende der Monarchie verloren gegangen war. Der Park ist über Nacht geschlossen. Er öffnet morgens um 7:00 Uhr und schließt je nach Jahreszeit zwischen 18:00 und 21:00 Uhr.

## Ausstattung
Der Park dient der Erholung und der Kontemplation, die Einrichtung verfolgt aber auch einen gewissen Bildungsauftrag, indem Besonderheiten mit kleinen Hinweistafeln mit QR-Code erklärt werden. Dieser Service begann mit den ersten Digitalen Wochen im März 2011, in denen die Stadt Bordeaux eine neue Mobile App für Naturliebhaber einführte. Smartphone-Besitzer, die den Jardin Public besuchten, konnten nun botanische Informationen direkt auf ihrem Handy abrufen und damit Vogelstimmen hören. Inzwischen wurde die App auch auf andere Parkanlagen und weitere Naturerlebnisse der Stadt ausgeweitet.
Als weiter besonders schützenswert wurde das 1856 angelegte Große Becken mit drei Brücken eingestuft. Das Becken besitzt die Form eines sich schlängelnden Flusses mit einem kleinen Wasserfall an einem Ende. Die Brücken haben Geländer aus Schmiedeeisen. Zahlreiche Statuen sind auf der Terrasse platziert:
- Diane de Gabies, eine Nachbildung der im Louvre mit der Inventarnummer MA 529 aufbewahrten Göttin Artemis, die ursprünglich von Praxiteles erschaffen wurde.
- Jeunesse et Chimère (1892) von Pierre Granet (1843–1910).
- Statue de la Poésie Lyrique, inzwischen etwas eingewachsen in verwilderte Büsche, stand sie ursprünglich rechts der Eingangstreppe des Großen Theaters und wurde in den 1880er Jahren von Alphonse Dumilâtre (1844–1928) erschaffen. Diese ursprüngliche Statue – die zwei Jahre später angefertigte Kopie ist noch immer am Theater – war in ihrem restaurierten Zustand auf der Vogelinsel im öffentlichen Garten zu sehen. Im Dezember 1999 zerstörten die beiden Stürme Lothar und Martin den Garten schwer, so auch diese Statue, die in der Mitte zerbrochen ist.[4]